# Eduardo Madina
Vous lisez un « bon article » labellisé en 2017.
Pour les articles homonymes, voir Madina et Muñoz.
Eduardo Madina Muñoz, né le 11 janvier 1976 à Bilbao (Espagne), est un homme politique espagnol, membre du Parti socialiste ouvrier espagnol (PSOE).
Élu conseiller municipal de Sestao lors des municipales de juin 1999, il est victime d'un attentat de l'ETA en février 2002. Cette attaque qui aurait pu lui coûter la vie en fait une voix forte au sein du PSOE du Pays basque (PSE-EE-PSOE). Il attire l'attention de José Luis Rodríguez Zapatero, le secrétaire général du PSOE et se trouve investi candidat aux élections législatives de mars 2004 en Biscaye. Il entame alors son ascension dans le groupe parlementaire.
Nommé membre sans responsabilité de la commission exécutive fédérale du PSOE en juillet 2008, Eduardo Madina devient en avril 2009 secrétaire général du groupe parlementaire, sa première fonction d'importance après avoir décliné plusieurs offres de postes à responsabilités. Réélu une troisième fois au Congrès des députés en novembre 2011, il reste en réserve du 38e congrès fédéral qui consacre Alfredo Pérez Rubalcaba au secrétariat général en février suivant.
Après que Rubalcaba présente sa démission en juin 2014, assumant l'échec des élections européennes, le PSOE convoque un congrès extraordinaire. Madina, qui refuse de s'allier à Carme Chacón, obtient que le nouveau secrétaire général soit élu lors d'un vote des militants. Perçu comme le favori, il voit de nombreux dirigeants se détourner de lui au profit du peu connu Pedro Sánchez, moins marqué à gauche. Il perd le scrutin avec 36,3 % des suffrages exprimés, contre 48,7 % pour Sánchez. Ainsi, il quitte la direction du parti puis celle du groupe parlementaire, mais conserve son siège aux Cortes Generales.
Madina se montre alors très critique des choix politiques de Sánchez. Dans la perspective du 39e congrès fédéral du PSOE, il est désigné coordonnateur de la motion politique et appuie la candidature de Susana Díaz. Alors que cette dernière était présentée comme favorite, Sánchez est facilement réélu en mai 2017. Isolé et en désaccord avec l'orientation défendue par la nouvelle direction fédérale, il annonce en août 2017 sa démission du Congrès des députés et conclut sa carrière politique.

## Biographie

### Enfance et formation
Eduardo Madina Muñoz, parfois surnommé « Edu », est fils unique. Il naît le 11 janvier 1976 à Bilbao dans une famille de militants socialistes du Pays basque. Son grand-père était mineur et son père militant à la section de l'Union générale des travailleurs (UGT) du Pays basque, qu'il a ensuite dirigée.
En 1984, alors qu'il n'a que huit ans, son père l'emmène aux funérailles d'Enrique Casas (es), député socialiste au Parlement basque et sénateur, candidat aux élections autonomiques, assassiné par les CAA, dissidence de l'ETA. À 17 ans, il adhère aux Jeunesses socialistes du Pays basque (JSE), la fédération basque des Jeunesses socialistes d'Espagne, mouvement de jeunesses du Parti socialiste ouvrier espagnol (PSOE).
Il obtient une licence en histoire contemporaine à l'université de Deusto en 1999, puis une maîtrise en relations internationales à l'université du Pays basque en 2001. Il a également reçu une bourse pour l'International Visitor Leadership Program (IVLP) du département d'État du gouvernement des États-Unis. Durant ses études supérieures, il est élu meilleur joueur universitaire de volley-ball pour l'année 2001.
Conseiller au Parlement européen, il entreprend ensuite une carrière universitaire. Il enseigne les relations internationales et l'intégration européenne dans diverses universités espagnoles, ainsi que l'histoire contemporaine à l'université Charles III à Madrid, où il est professeur associé.
Il a également collaboré avec le programme El Postre de Radio 3 dans lequel il animait une rubrique de contenu musical, El Archiduc.

### Attentat terroriste

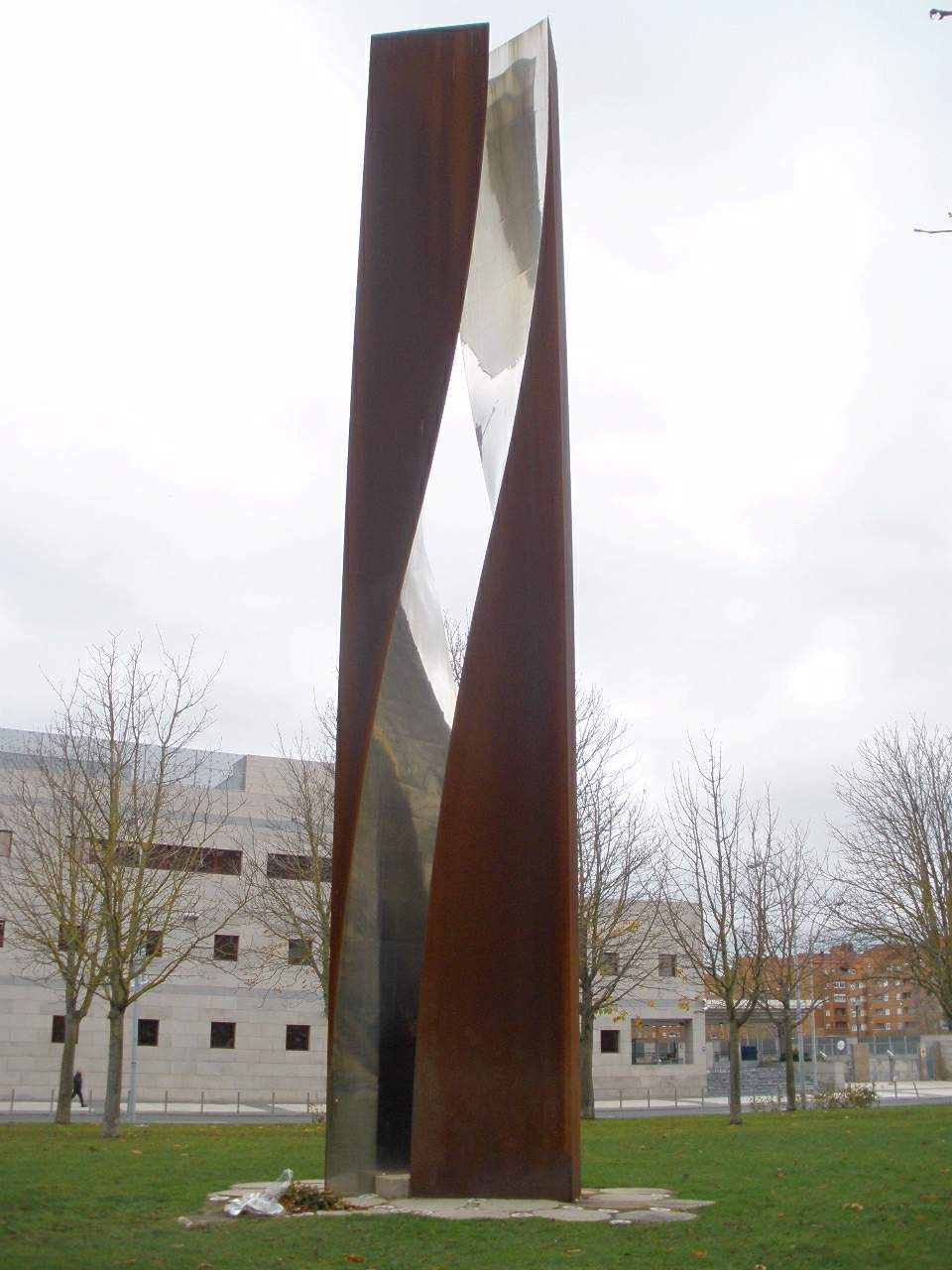
Monument dédié aux victimes du terrorisme à Vitoria.

Le 19 février 2002, Eduardo Madina est la cible d'une attaque terroriste dans la petite ville basque de Sestao. Iker Olabarrieta et Asier Arzalluz, deux membres d'un commando du groupe terroriste ETA, placent une bombe sous la voiture du socialiste alors qu'il se rendait sans escorte à son domicile. L'explosion créée par l'artefact composé d'un demi-kilogramme de dynamite lui cause de graves blessures aux membres inférieurs et supérieurs, ainsi qu'au cœur, et Madina se retrouve amputé de la jambe gauche au niveau du genou à l'âge de 26 ans. Le lendemain, des milliers de jeunes manifestent en silence dans les capitales des trois provinces du Pays basque pour montrer leur opposition à la violence terroriste. En raison de ses blessures, il quitte l'UPV Bizkaia, l'équipe de volley-ball dans laquelle il était joueur professionnel. Cette dernière lui rend un vibrant hommage quelques jours plus tard, chacun de ses membres revêtant un maillot portant le numéro 10, chiffre sous lequel Madina jouait habituellement et avait remporté une victoire face à la Textil Santanderina,. Après deux opérations et trente-et-un jours d'hospitalisation, il est autorisé à poursuivre la rééducation à son domicile,. Dans les mois qui suivent l'attentat, Madina et ses parents souffrent d'une profonde dépression. Fragilisée par les événements, sa mère meurt dix mois plus tard d'un infarctus, à l'âge de 49 ans.
Le procès devant l'Audience nationale espagnole s'ouvre le 12 novembre 2006 plus de quatre ans après les faits, sans le concours de l'Association des victimes du terrorisme (AVT), habituellement représentée en tant qu'accusation populaire dans ce type de procès. Appelé à témoigner devant l'Audience, Madina — qui mesure 1,93 mètre — déclare que « si la bombe avait été bien placée, à l'heure actuelle [il] serait mort » et insiste sur le fait que « ou bien [sa] taille [l]'a sauvé ou bien l'artifice était mal placé ». Il finalise son témoignage en rappelant qu'« ETA ne va pas réussir à modifier » ses convictions politiques, ce qui lui vaut le surnom d'« Ernest Lluch des JSE ». Immédiatement après sa déclaration, il reçoit un hommage appuyé de plusieurs dirigeants du PSE comme Patxi López et Txiki Benegas. Le président socialiste du Sénat, Javier Rojo, qualifie de « triste et terrible » le fait qu'aucun des accusés ne montre de remords.
Iker Olabarrieta et Asier Arzalluz figurent sur le banc des prévenus ; ils sont accusés de tentative d'assassinat terroriste. Gaizka Olabarrieta et Gorka Aztiria sont eux accusés d'avoir collaboré et couvert une bande armée. Le ministère public représenté par la procureure Blanca Rodríguez requiert vingt ans d'emprisonnement pour les deux premiers prévenus et six ans pour les deux derniers. Le parquet requiert, en outre, des mesures complémentaires comme l'interdiction de s'approcher à moins de 500 mètres de la victime, l'interdiction de revenir sur les lieux de l'attentat pour une durée de cinq ans ainsi qu'une indemnisation de 2 millions d'euros pour la victime. Dans les jours qui suivent, le parquet reconnaît le préjudice porté à la carrière sportive professionnelle du jeune socialiste et demande que l'indemnisation soit portée à 3 millions d'euros.
Le 4 décembre suivant, l'Audience nationale rend son verdict. Elle reconnaît Iker Olabarrieta, membre du commando Urbasa, responsable de l'attentat et Asier Arzalluz, membre de la direction d'ETA, comme en étant le moteur ; ils sont condamnés à vingt ans de prison. Le tribunal se montre plus clément avec Gaizka Olabarrieta et Gorka Aztiria puisqu'elle ne retient que la moitié de ce que préconisait le ministère public ; ils sont condamnés à une peine de trois ans de prison pour le délit de complicité. Les condamnés doivent indemniser Madina à hauteur de 3 millions d'euros, il s'agit de la plus haute indemnisation alors octroyée par l'Audience nationale.
Le 6 décembre 2003, en sa qualité de grand chancelier de l'ordre, le deuxième vice-président du gouvernement et ministre de la Présidence Javier Arenas lui octroie la médaille du Mérite constitutionnel avec d'autres victimes du terrorisme. Madina ne se déplace pas à la cérémonie de remise des médailles et critique des manœuvres électoralistes de la part de l'exécutif et du Parti populaire. Il dénonce les « insultes, mépris et disqualifications » prononcés par le ministre à l'occasion du congrès des jeunes socialistes basques de décembre 2002. Madina délègue donc au secrétaire général des Jeunesses socialistes d'Espagne Herick Campos le soin de recueillir pour lui la médaille.
En mars 2011, Madina et Benegas soutiennent Esther Cabezudo — leur collègue socialiste basque également victime d'un attentat en février 2002 — lorsqu'elle témoigne lors du procès d'Arzalluz et d'Idoia Mendizábal. Lors de ce dernier, Mendizábal est également soupçonnée d'avoir placé la bombe sous la voiture de Madina,.

### Vie privée

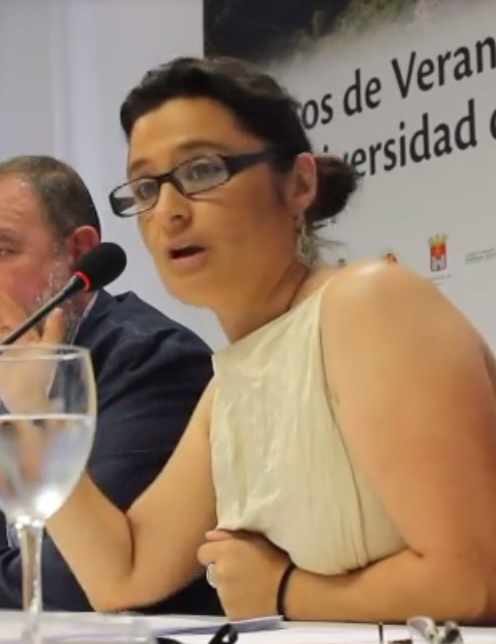
Laura Seara en 2014.

Il rencontre Paloma Villa, alors assesseure du groupe parlementaire socialiste européen, lorsqu'il travaille comme conseiller auprès de Rosa Díez à Bruxelles. Il quitte sa fiancée, basque comme lui, lorsqu'il tombe amoureux de Paloma. Le mariage civil est célébré à Madrid par Trinidad Jiménez, alors conseillère municipale de la capitale et amie très proche de Madina, puis se poursuit le 30 septembre 2006 en bateau sur le fleuve Guadalquivir à Séville, la ville d'origine de Paloma. À la fête assistent de nombreux amis d'Eduardo et Paloma tels qu'Alfonso Perales, le secrétaire à l'organisation José Blanco, le chef des socialistes basques Patxi López, le diplomate Bernardino León (es), la députée galicienne Laura Seara, le vice-président de la Junte d'Estrémadure, José Ignacio Sánchez Amor ou encore la journaliste Inma Aguilar. Selon Rafael Estrella, ambassadeur d'Espagne en Argentine, Patxi López a joué le rôle de disque-jockey. Le couple est parent d'un enfant appelé Unax.
Selon divers médias, Inma Aguilar aurait fait rencontrer le couple et la reine Letizia, qui ont depuis de très bonnes relations. Ainsi, ils auraient déjeuné à la même table à diverses reprises et la reine lui aurait envoyé des messages à la suite de sa défaite lors des primaires de 2014.
Il est passionné de lecture et de littérature, particulièrement d'auteurs d'Europe centrale. Lors d'interviews, il a plusieurs fois conseillé des livres à d'autres personnalités politiques, tout comme il a partagé des réunions sur ce thème avec Andrea Levy Soler notamment.

## Activités politiques

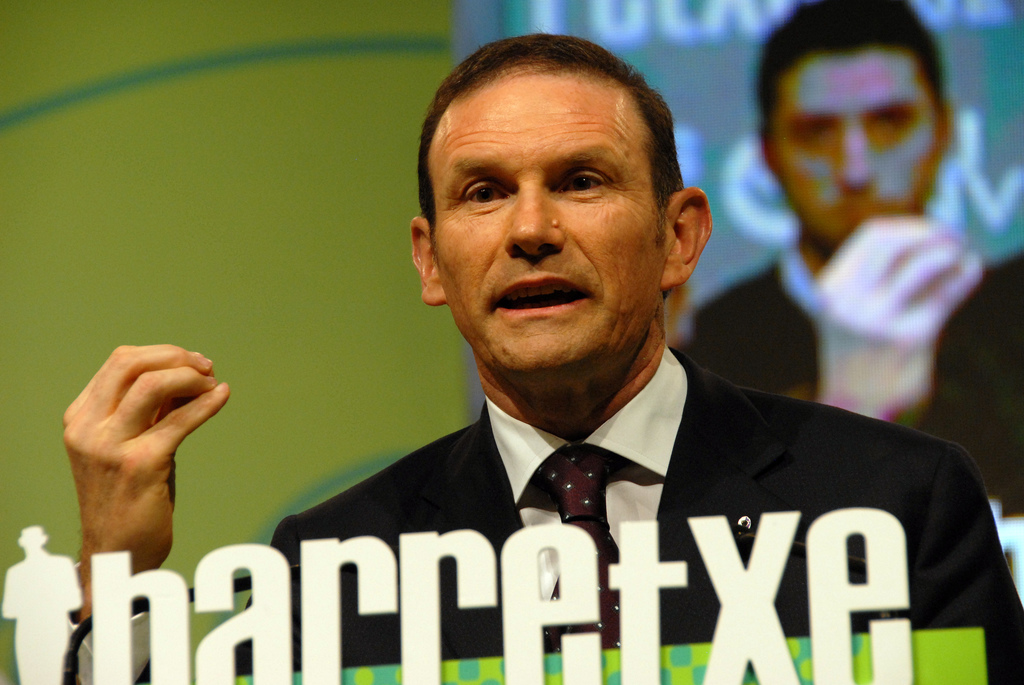
Juan José Ibarretxe en février 2009.

### Cadre des Jeunesses socialistes basques
Baigné très jeune dans le socialisme, Madina s'engage au sein des Jeunesses socialistes d'Euskadi (JSE-EGAZ) dès ses 17 ans. Lors des élections municipales de juin 1999, il est élu conseiller municipal de Sestao sur la liste du maire socialiste Segundo Calleja Macho. Le PSOE ayant remporté les élections et conservé la mairie, il siège sur les bancs de la majorité municipale jusqu'à sa démission en septembre 2001. Entre 2000 et 2002, il occupe les fonctions de secrétaire à la Politique institutionnelle des JSE-EGAZ avant de devenir le secrétaire général de l'organisation lors d'un congrès au mois de décembre 2002. Durant son mandat, il prône le dialogue afin d'atteindre un accord de paix au Pays basque et refuse la tenue d'une consultation sur l'indépendance de la communauté autonome.
En octobre 2002, Madina indique se sentir trahi par le plan Ibarretxe proposé par le lehendakari Juan José Ibarretxe, qu'il qualifie de « honte ». Pour lui, « il n'y a pas lieu de discuter de cette proposition ». Par ailleurs, il critique le manque de temps consacré aux victimes du terrorisme par le gouvernement autonomique  ainsi que la volonté de l'exécutif de mener un référendum d'autodétermination au Pays basque.
Il conserve cette fonction organique jusqu'au congrès de décembre 2005, où il est remplacé par Ekain Rico, unique aspirant au poste.

### Valeur montante du PSOE

#### Repéré par Zapatero

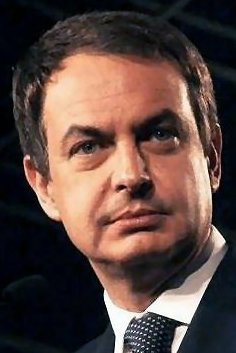
José Luis Rodríguez Zapatero à Cornellà de Llobregat en mai 2004.

En 2003, il participe au film documentaire La Pelote basque, la peau contre la pierre (es) de Julio Medem, dans lequel il soutient la mise en place d'une négociation avec l'ETA pour mettre fin à la violence au Pays basque.
Il est alors remarqué par le secrétaire général du PSOE José Luis Rodríguez Zapatero qui décide, dans un contexte de renouvellement important, de l'inclure sur les listes socialistes en vue des élections législatives de mars 2004. Ainsi est-il investi en troisième position sur la liste au Congrès des députés dans la circonscription de Biscaye derrière Arantza Mendizábal et Txiki Benegas.
Madina refuse de tirer un quelconque profit politique de l'attentat qu'il a subi en février 2002. Il décline donc une première proposition de Zapatero d'intégrer la commission exécutive fédérale du parti issue du 36e congrès fédéral de juillet 2004.

#### Premier mandat au Congrès
Le 14 mars 2004 au soir, la liste socialiste dont il fait partie se classe en deuxième position dans la circonscription avec 185 514 voix et remporte 3 des 9 sièges en jeu, alors que le Parti nationaliste basque (PNV) obtient 258 488 suffrages et 4 sièges. Eduardo Madina est logiquement élu député et fait son entrée au Congrès le 31 mars suivant.
À l'ouverture de la VIIIe législature, il intègre la commission des Affaires étrangères, la commission mixte pour l'Union européenne ainsi que la commission de la Coopération internationale pour le développement dont il est le porte-parole pour le groupe socialiste. Entre septembre 2004 à juin 2006, il est membre suppléant de la délégation espagnole à l'Assemblée de l'Union interparlementaire (UIP) et de juin 2006 à juin 2007, il est membre de la délégation espagnole à l'Assemblée parlementaire de l'Organisation pour la sécurité et la coopération en Europe (OSCE). Au mois de juillet 2007, il intègre la députation permanente en tant que membre suppléant jusqu'à la dissolution des Cortes et l'installation de la nouvelle législature en avril 2008. Parallèlement à son mandat parlementaire, il exerce les fonctions de secrétaire à l'Étude politique au sein du comité exécutif du PSE-EE.
Durant la première quinzaine du mois d'avril 2006, il fait partie d'une délégation de parlementaires espagnols venus observer le bon déroulement des scrutins présidentiel et législatif au Pérou.

#### Une victoire historique

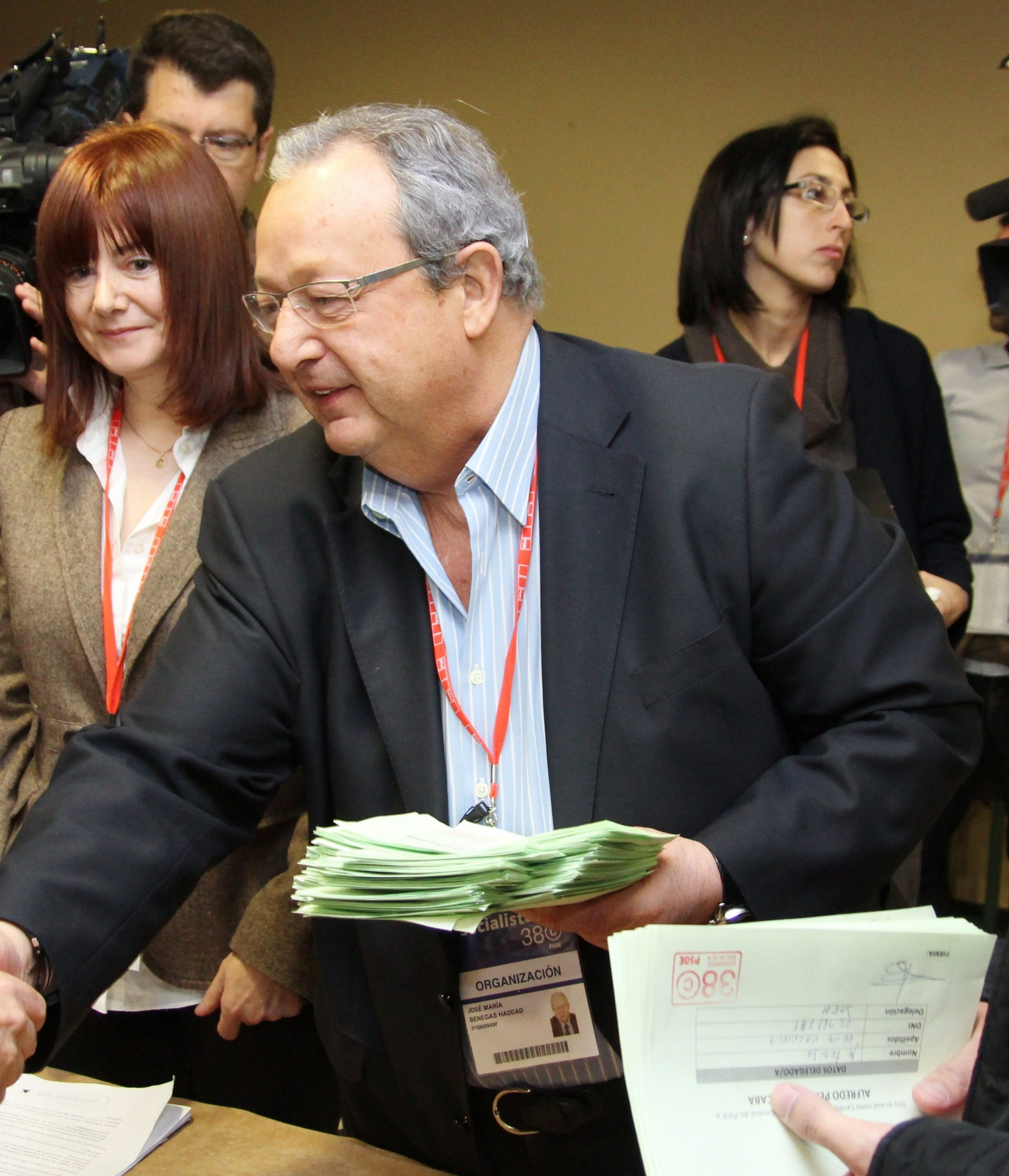
Txiki Benegas en 2012.

À l'occasion du scrutin législatif de mars 2008, il est choisi par Zapatero pour mener la liste du PSE-EE dans la circonscription de Biscaye. Il occupe de fait la place dévolue à Arantza Mendizábal quatre ans plus tôt et assure ainsi sa réélection. En conséquence, Mendizábal et Benegas sont respectivement rétrogradés à la deuxième et à la troisième place de la candidature.
Dans le cadre d'une nouvelle victoire des socialistes de Zapatero, la liste de Madina recueille 233 371 suffrages et 4 des 8 sièges à pourvoir. Il améliore ainsi les résultats antérieurs de 47 857 voix, obtient un siège supplémentaire et parvient à dépasser les nationalistes du PNV dans la circonscription. Ainsi, les trois députés socialistes sortants conservent leur mandat à la chambre basse des Cortes et Josu Montalbán, quatrième sur la liste, fait son entrée au Congrès.
Durant la première moitié de la IXe législature, Madina siège à la commission des Affaires étrangères, conserve ses fonctions de porte-parole à la commission de la Coopération internationale pour le développement et sa place de membre suppléant de la députation permanente.

#### Membre de la direction exécutive fédérale du PSOE
En vue du 37e congrès fédéral du PSOE célébré à Madrid le 6 juillet 2008, il soutient la réélection du président du gouvernement José Luis Rodríguez Zapatero au poste de secrétaire général du parti. Seul candidat en lice, Zapatero est réélu avec 98,53 % des votes des délégués et compose une commission exécutive fédérale (CEF) de trente-deux membres dont quinze figuraient déjà dans la commission sortante.
Alors que Manuel Chaves conserve la présidence du parti, que José Blanco est nommé vice-secrétaire général et que Leire Pajín devient titulaire du secrétariat à l'Organisation, Zapatero nomme douze membres sans responsabilité parmi lesquels figure le nom d'Eduardo Madina. Avec l'entrée du jeune Basque dans la CEF, la fédération socialiste basque (PSE-EE-PSOE) augmente sa représentation au sein de l'organe décisionnel du parti à deux postes ; l'autre étant occupé par Rodolfo Ares (es).

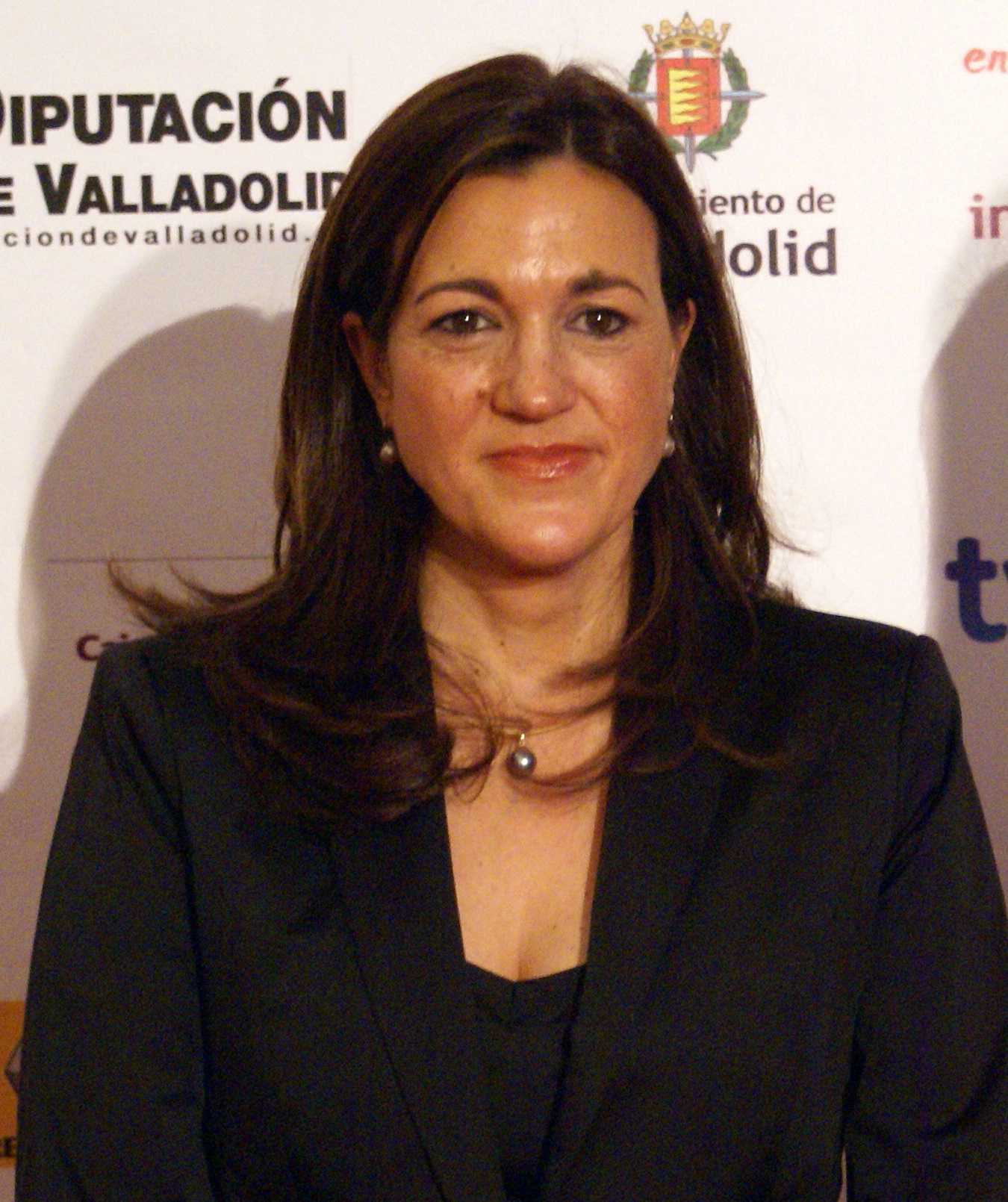
Soraya Rodríguez en 2011.

Madina décline une nouvelle offre de Zapatero l'invitant à remplacer Leire Pajín — secrétaire à l'Organisation du PSOE depuis  juillet 2008 — comme secrétaire d'État à la Coopération. Face au rejet de Madina, Pajín est remplacée par Soraya Rodríguez, également proche du député basque.

#### Secrétaire général du groupe socialiste

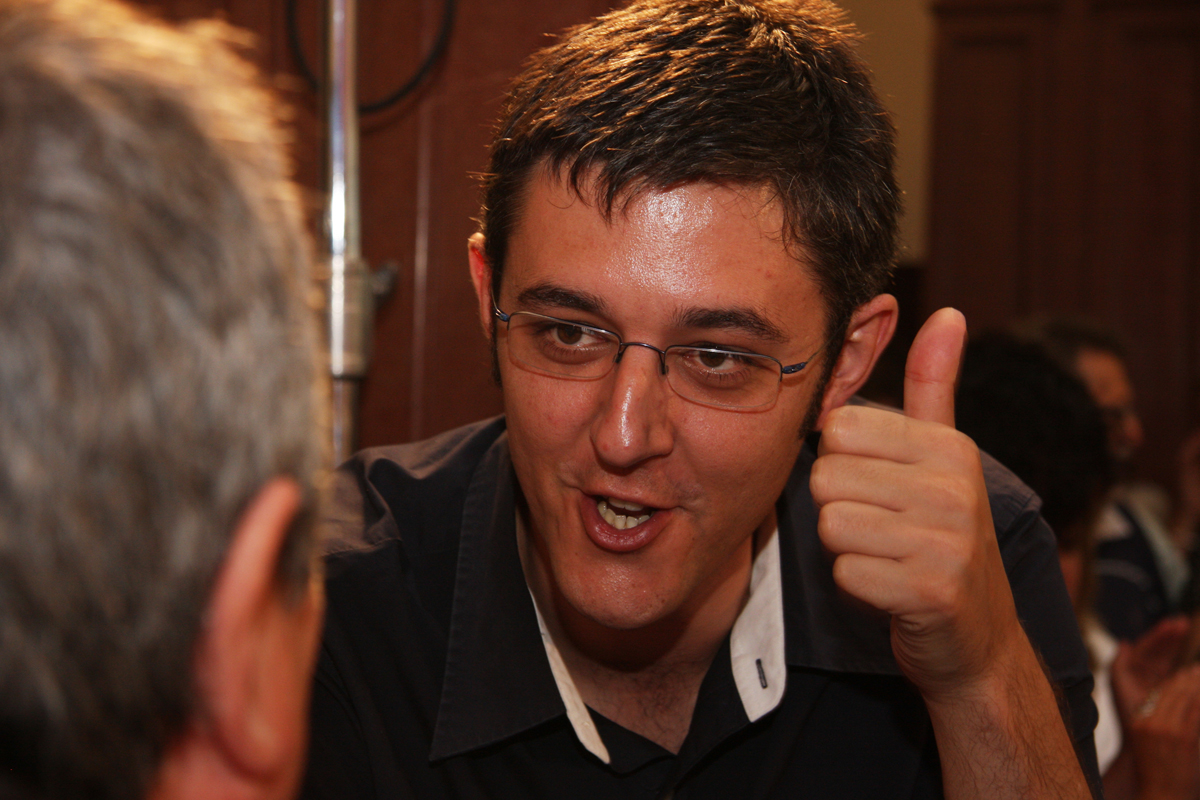
Eduardo Madina soutenant Trinidad Jiménez le 1 septembre 2010.

Avec l'investiture du Basque Ramón Jáuregui en deuxième position sur la liste socialiste en vue des élections européennes de juin 2009 et la démission de ce dernier de son mandat de député, le groupe parlementaire socialiste du Congrès perd son secrétaire général. Le 14 avril 2009, José Luis Rodríguez Zapatero fait part de son choix à Madina qui accepte la proposition qui lui est offerte. Alors âgé de 33 ans, il devient le nouveau secrétaire général du groupe parlementaire et numéro deux après le porte-parole José Antonio Alonso.
Pour revendiquer son choix, Zapatero qualifie Madina de « compagnon exceptionnel pour sa valeur, son caractère et son talent » et ajoute que le parti doit se sentir « très fier de pouvoir promouvoir des personnes si jeunes et avec beaucoup de futur ». Pour le président du gouvernement, le jeune âge du député de Biscaye n'est pas un obstacle et il rappelle que lui-même a occupé des responsabilités importantes très jeune.
Madina loue le travail de son prédécesseur et affirme que « chaque mot de Ramón est très important dans [sa] vie » et qu'il fera face à cette « grande responsabilité » sans perdre de vue l'héritage de son collègue. Il indique qu'il essayera de donner la plus grande stabilité au deuxième gouvernement de Zapatero, alors mis à mal par la crise financière.
À compter de sa prise de fonctions, il devient membre titulaire de la députation permanente et porte-parole suppléant à la Junte des porte-parole. Il quitte la commission des Affaires étrangères et son poste de parole-parole à la commission de la Coopération internationale pour siéger à la commission constitutionnelle.

#### Soutien de Trinidad Jiménez en 2010

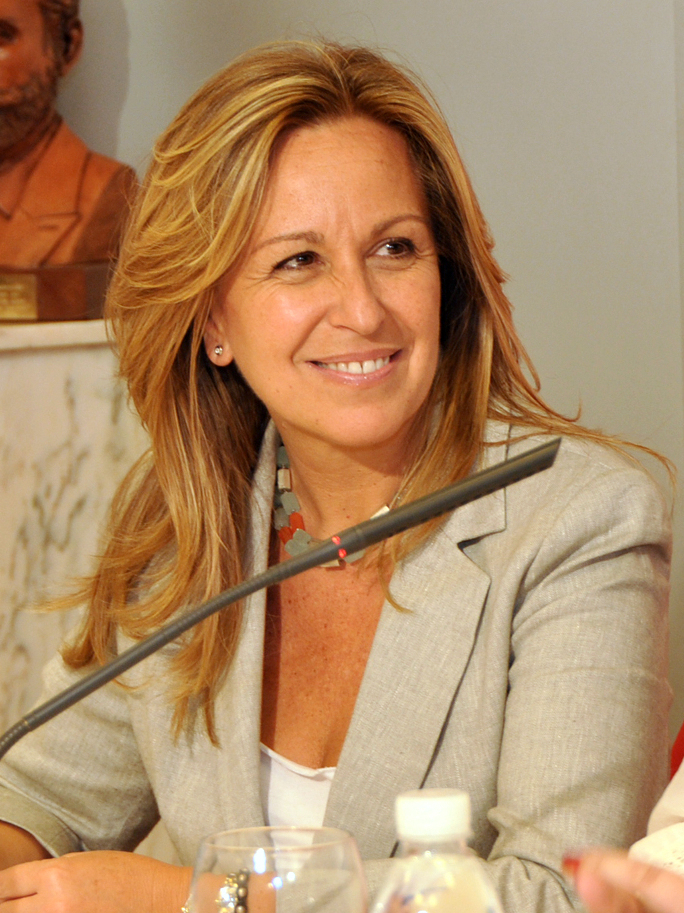
Trinidad Jiménez.

Avec Beatriz Corredor et plusieurs autres dirigeants socialistes, il soutient activement son amie Trinidad Jiménez dans sa candidature à la présidence de la Communauté de Madrid, alors qu'elle doit affronter le secrétaire général du Parti socialiste de Madrid-PSOE, Tomás Gómez, lors de primaires internes le 3 octobre 2010. Cependant, le jour du scrutin, Jiménez est battue avec 48 % des voix et accuse un retard de moins 600 voix sur son rival. Lorsque Jiménez devient ministre des Affaires étrangères, elle nomme Paloma Villa, la femme de Madina, au sein de son cabinet à un poste de conseiller habituellement réservé au corps diplomatique.

#### Un troisième mandat parlementaire consécutif

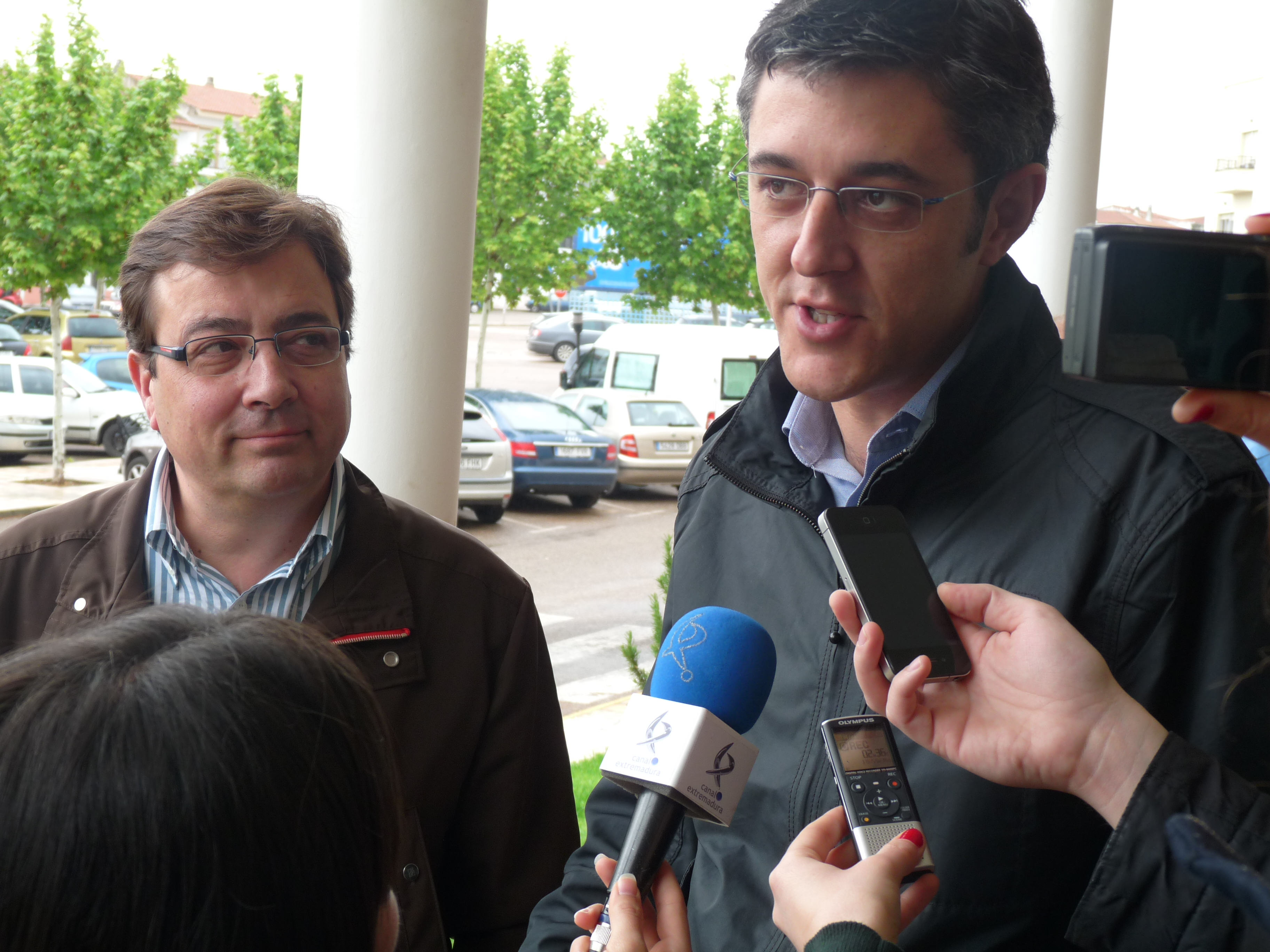
Eduardo Madina et Guillermo Fernández Vara au congrès des Jeunesses socialistes en mai 2012.

Madina est choisi une deuxième fois par le PSE-EE pour conduire la liste au Congrès dans la circonscription de Biscaye en vue du scrutin législatif de novembre 2011. Dans un contexte difficile et alors que les sondages prédisent de très mauvais résultats pour les socialistes d'Alfredo Pérez Rubalcaba, Madina parvient à obtenir 136 853 suffrages et 2 sièges qui permettent sa réélection et celle de Txiki Benegas. Par rapport aux résultats précédents, le parti perd cependant 96 518 voix et 2 sièges au niveau de la circonscription.
Lorsque s'ouvre la Xe législature, il conserve ses fonctions à la direction du groupe parlementaire, alors renvoyé dans l'opposition, et son poste de membre titulaire de la députation permanente.

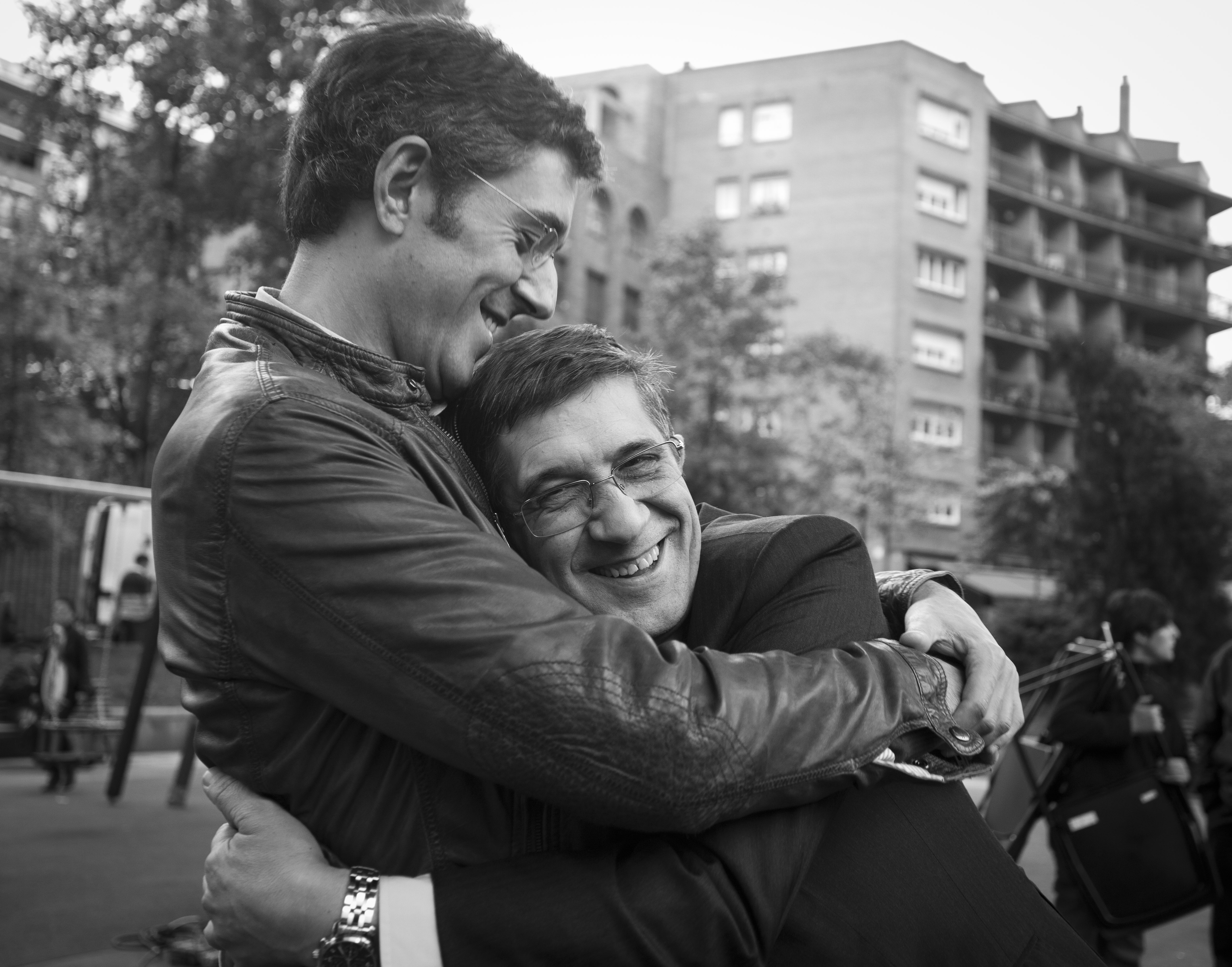
Patxi López et Madina en octobre 2012.

En 2012, il fait partie d'une promotion de 250 jeunes personnalités de moins de quarante ans reconnues comme les plus prestigieuses par le programme des Young Global Leaders (YGL) du Forum économique mondial.
Lors d'un point presse en août 2012, il reconnaît que le gouvernement de Zapatero a laissé un « pays en crise, avec un chômage très élevé et des problèmes structurels dans l'économie » et critique dans le même temps les politiques entreprises par le Parti populaire avec notamment la réduction des budgets relatifs au service public, à la cohésion et aux aides sociales. Il soutient que l'Espagne « n'a pas de problème avec l'héritage reçu mais plutôt avec ceux qui en sont les héritiers ». Dans le but de régler la crise, il défend « d'autres chemins » éloignés de politiques touchant « trente ans de cohésion sociale, de cohabitation et d'augmentation du revenu par habitant ». Questionné sur la présidence de Patxi López au Pays basque, il se déclare « content que la législature se termine de cette manière » et réitère qu'une telle mandature était un « souhait pour [eux] depuis quelques années ». Il souhaite que le PSE-EE revendique ses nombreux arguments de « projets du futur » pour gagner les prochaines élections régionales.

#### Le pari du Congrès de Séville en 2012

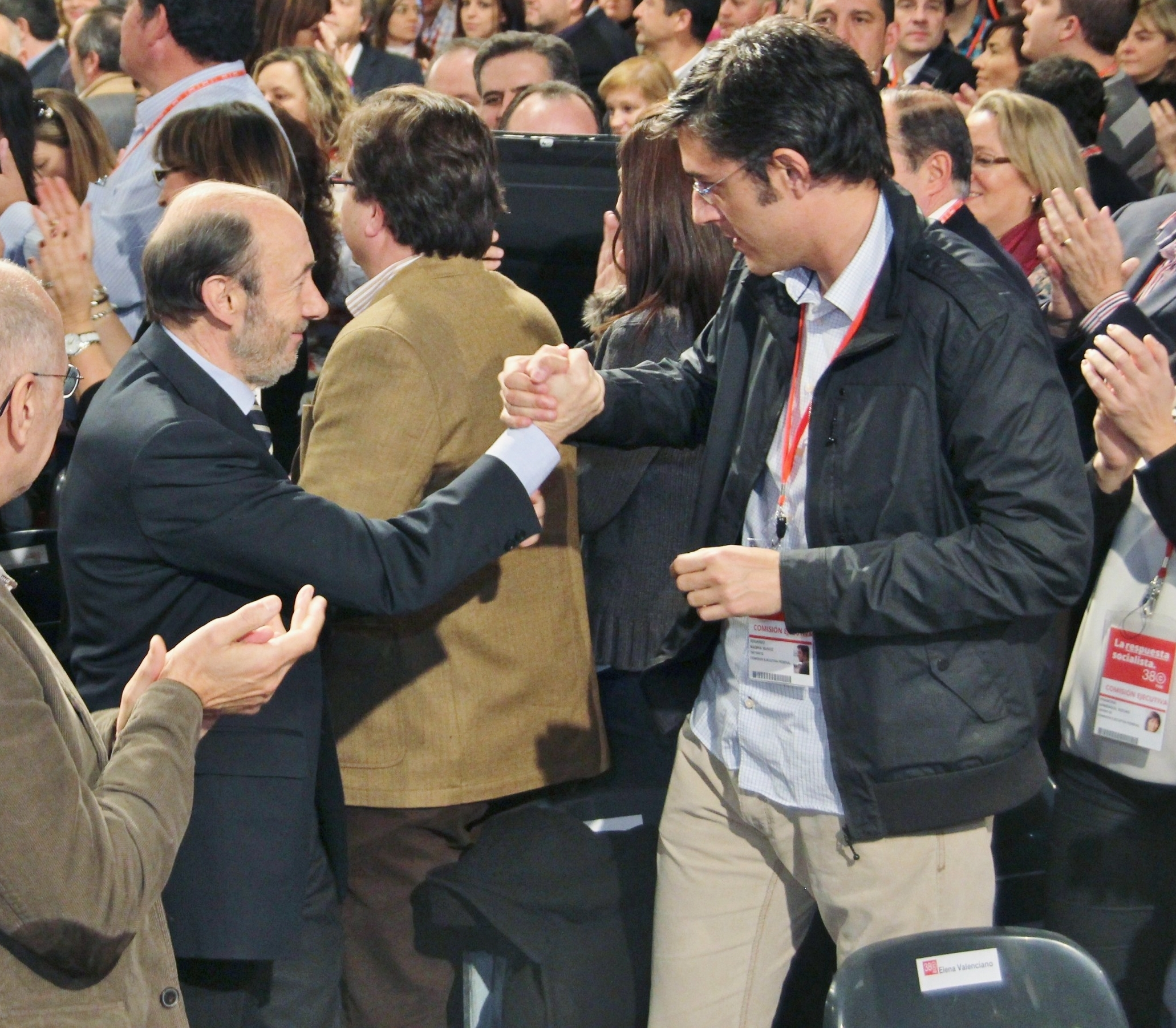
Poignée de main entre Rubalcaba et Madina lors de la clôture du congrès.

Avec la préparation de la succession de Zapatero au secrétariat général et la sévère débâcle des élections législatives, plusieurs voix historiques du PSOE demandent à Madina de se porter candidat lors du congrès de Séville en février 2012. Ainsi, dès le 3 décembre 2011, le président du Congrès José Bono loue les qualités d'un « homme extraordinaire » qui formerait un « magnifique » secrétaire général. Cependant, Madina refuse catégoriquement, quelques instants plus tard, de postuler.
Le 27 décembre, et bien que se réclamant neutre à l'égard du processus interne, José Luis Rodríguez Zapatero annonce souhaiter la candidature du dirigeant basque dans le but de représenter une troisième voie face au duel qui s'annonce entre le candidat à la présidence du gouvernement, Alfredo Pérez Rubalcaba, et l'ancienne ministre de la Défense, Carme Chacón. Le député basque refuse une nouvelle fois au motif qu'il ne se sent « pas de taille » à diriger le parti et se maintient neutre face à l'affrontement interne bien que Chacón lui ait proposé d'intégrer sa liste.

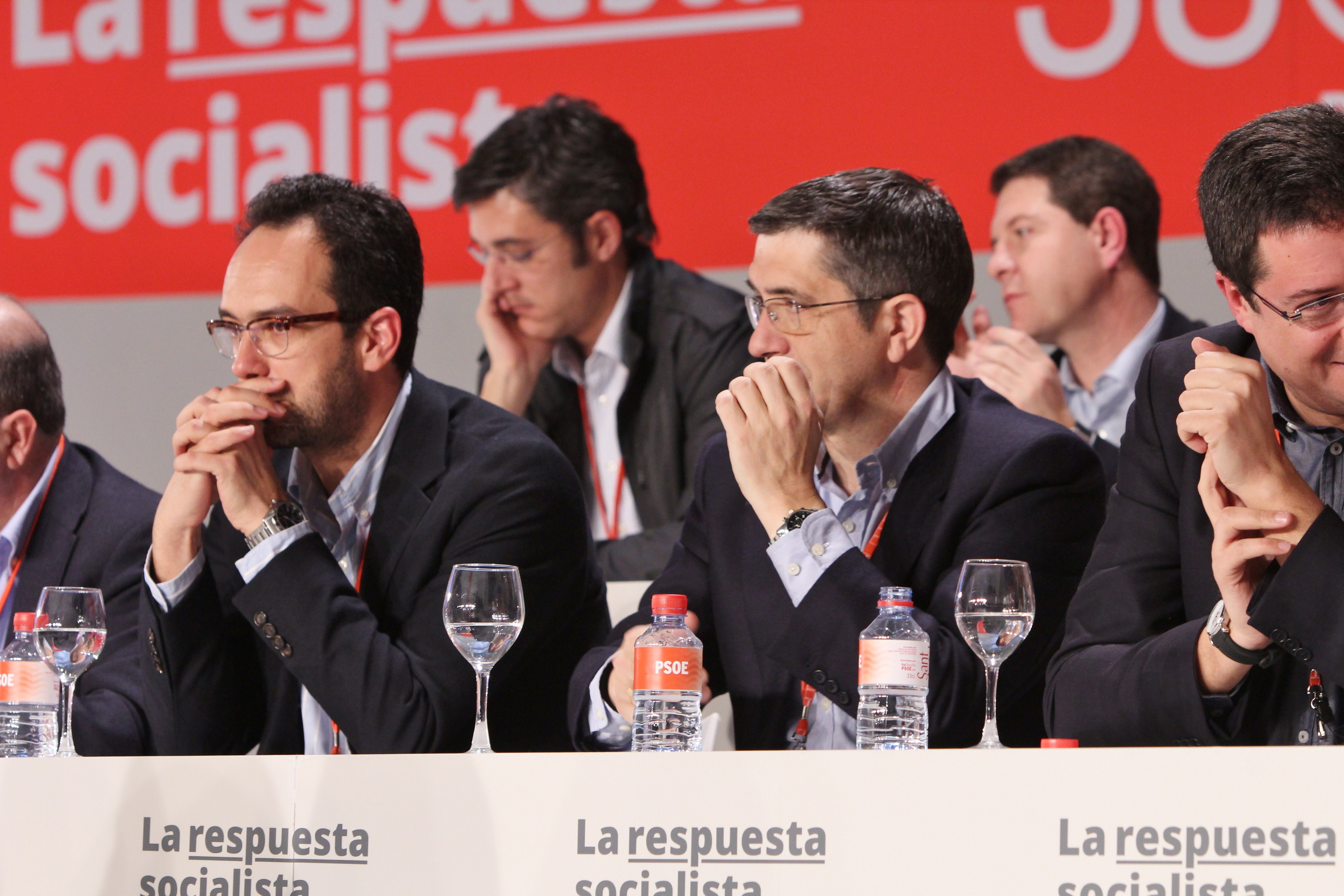
Madina, à l'arrière, parmi les dirigeants socialistes de premier plan.

Le 6 février 2012, au lendemain de sa victoire, Rubalcaba propose à la commission exécutive fédérale (CEF) de nommer Soraya Rodríguez nouvelle porte-parole du groupe socialiste et de maintenir la confiance du parti dans son secrétaire général parlementaire. Aussi, le parlementaire basque est confirmé dans ses fonctions au sein de la nouvelle CEF.

### Candidat au secrétariat général en 2014

#### Annonce de candidature
Après la lourde défaite des socialistes aux élections européennes du 25 mai 2014, le secrétaire général Alfredo Pérez Rubalcaba démissionne et annonce la tenue d'un congrès extraordinaire. Il renonce à se succéder et organise une élection consultative de son remplaçant par les militants. Avec Patxi López, Eduardo Madina est le premier dirigeant du parti à avoir exigé l'élection du prochain chef par le vote direct des militants. Il s'agit ainsi de la première fois que le chef du parti est élu par l'ensemble des militants et non pas par un système de délégués.
En janvier 2014 déjà, Madina et la candidate défaite en 2012, Carme Chacón, se rencontrent discrètement pour aborder les primaires citoyennes que le PSOE doit convoquer pour désigner son prochain chef de file aux élections générales. L'ancienne ministre de la Défense lui propose d'être le « numéro deux » de sa candidature, mais celui-ci refuse cette proposition et lui retourne son offre, à son profit. Alors que la réunion se termine sans accord, Bernardino León annonce un mois plus tard son soutien à Madina en présence de Zapatero. Tandis que les candidatures de Chacón puis López se précisent, le dirigeant de Biscaye est le seul à posséder l'avantage d'être député, ce qui lui permettrait de participer lui-même aux séances hebdomadaires de contrôle du gouvernement.

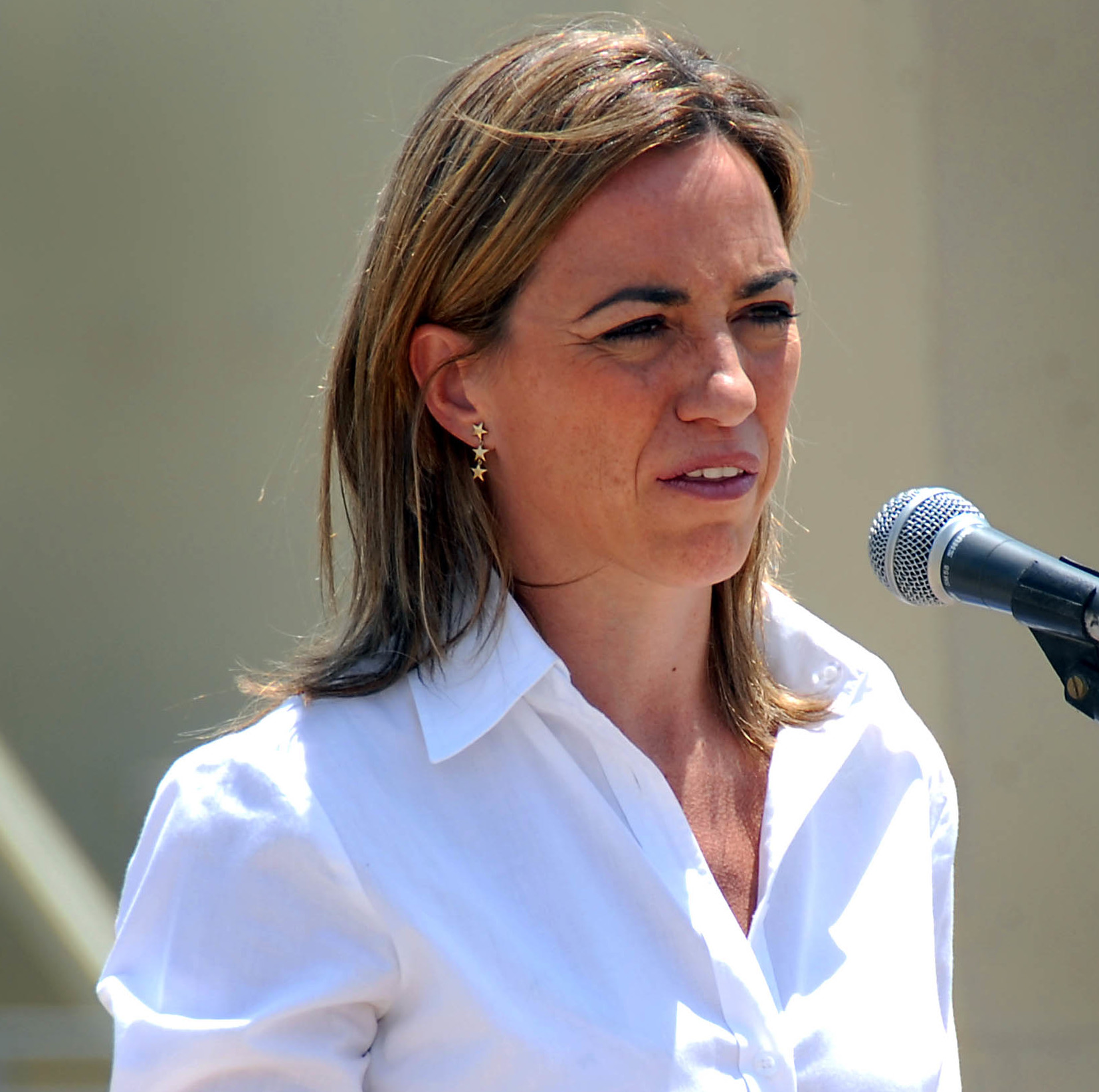
Carme Chacón en juillet 2010.

En mai 2014, Carme Chacón, évincée de la campagne des européennes et trop peu visible médiatiquement, se retire de la course. La manœuvre se trouve combinée à une alliance stratégique entre la présidente de la puissante fédération d'Andalousie Susana Díaz et d'autres dirigeants territoriaux. Madina étant considéré comme le dirigeant le plus à même « mobiliser l'électorat de gauche », l'accord prévoit que Madina soit élu secrétaire général et Díaz nommée présidente du parti et que la direction élabore un programme capable de gagner les prochaines élections législatives.
Le dirigeant basque démissionne de la CEF et annonce sa candidature le 13 juin après celle de Pedro Sánchez la veille et du chef du courant Gauche socialiste José Antonio Pérez Tapias le 31 mai. Madina, qui se déclare républicain, appelle à un « choc de modernité ».

#### Abandonné par l'appareil du parti
Avec l'annonce plus qu'inattendue de la candidature de Pedro Sánchez, député de Madrid très peu médiatique, la machinerie socialiste se met en marche, Díaz proposant à Rubalcaba de modifier les règles du congrès afin qu'elle soit directement proclamée secrétaire générale au moyen du soutien de l'ensemble de la direction fédérale. Objet de fortes pressions de la part des soutiens de Díaz et du propre Zapatero, Madina déclare qu'il préfère que la présidente andalouse reste à Séville. Celle-ci renonce peu après au poste convoité. Face à cette situation et dans une idée de revanche, Susana Díaz crée une nouvelle alliance avec d'autres « barons » du parti dans le but de promouvoir la candidature du député madrilène Pedro Sánchez. Selon elle, ce dernier serait plus facile à contrôler que le dirigeant basque. À l'issue de la phase de recueil des parrainages, Sánchez en obtient 41 338 soit presque le double des 25 238 soutiens enregistrés par Madina. L'amitié entre Díaz et le parlementaire basque, qui voit ses chances s'amoindrir, est alors rompue. L'équipe de Madina, constituée de huit personnes travaillant gratuitement, dénonce alors les « manœuvres » menées par des dirigeants comme José Blanco et José Bono,. Madina mène alors une campagne autonome, basée sur deux principes : la lutte contre la corruption et le népotisme. Il défend l'idée d'une réforme constitutionnelle soumise au référendum visant à établir un État fédéral, se montrant ainsi fidèle à la déclaration de Grenade approuvée par le PSOE en juillet 2012.

#### Un dur échec
Après avoir mené les sondages pendant presque un mois, Eduardo Madina termine deuxième en ne remportant que 36,25 % des voix des militants contre les 48,67 % acquis à Pedro Sánchez,,. Le Madrilène gagne dans 13 fédérations, dont les plus importantes, avec une importante marge d'avance. Le dirigeant basque ne gagne que dans 8 fédérations en étant souvent très proche de Sánchez. Ainsi, Madina ne remporte que le soutien des fédérations des Asturies, de Cantabrie, de Castille-et-León, de Catalogne, de Ceuta, d'Estrémadure, de Navarre et celui du PSOE Europa. Même le PSE-EE, la fédération à laquelle il appartient, lui tourne le dos en ne lui donnant que 34,60 % des voix de la région et octroie plus de la moitié des votes à Sánchez.
Au Pays basque, Madina ne gagne que dans la province de Biscaye avec 828 voix, soit seulement 157 suffrages de plus que Sánchez. Alors que le Basque recueille 221 bulletins (18,28 %) en Guipuscoa et 156 votes en Alava (33,19 %), Sánchez en obtient respectivement 867 (71,71 %) et 210 (44,68 %).
Face à des résultats très décevants et inattendus, Madina choisit de refuser l'offre de Pedro Sánchez qui consiste à intégrer la direction fédérale et il laisse le champ libre au nouveau chef du parti en gardant le silence. Il est toutefois élu au Comité fédéral, le parlement du parti. Lors des changements parlementaires entrepris après le congrès, le député basque est remplacé au poste de secrétaire général du groupe parlementaire par l'andalou Miguel Ángel Heredia.

### Deux élections générales incertaines

#### Une position très inconfortable

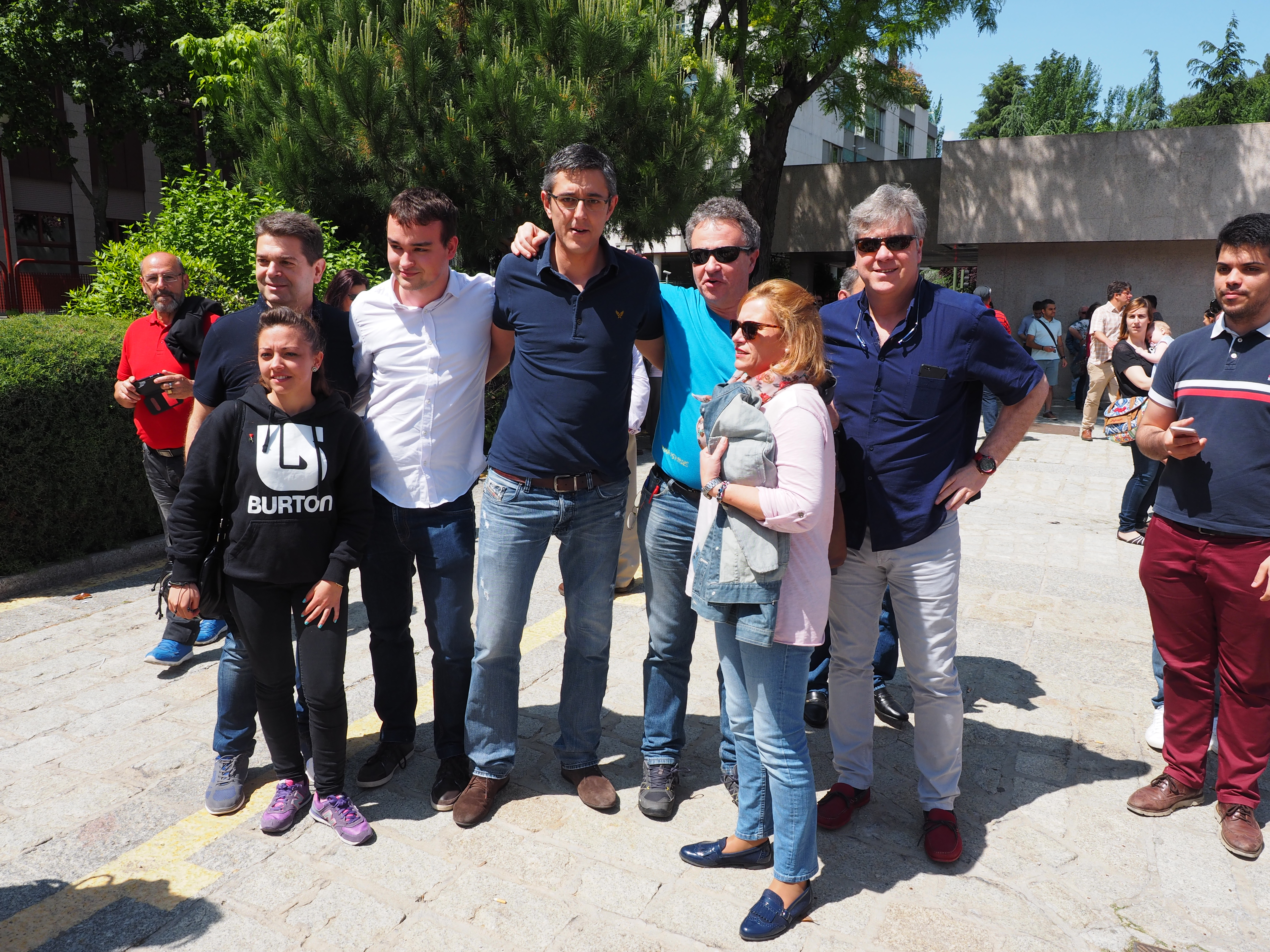
Eduardo Madina rencontre un groupe de militants à Ávila en mai 2016.

Dès septembre 2015, il fait part à la direction fédérale de son souhait d'être réélu député à l'occasion des élections générales de décembre 2015. La secrétaire générale du PSE-EE, Idoia Mendia, lui propose dans un premier temps d'intégrer l'une des trois listes du Pays basque au Congrès. Cependant, la place de numéro un qu'il a occupé à deux reprises sur la liste de la circonscription de Biscaye est réservée à Patxi López. Aussi, pour respecter la parité, il ne peut que concourir en troisième position ce qui, au vu du faible score attendu, entraînerait son éviction du Congrès. Le 22 septembre 2015, Pedro Sánchez déclare que Madina « serait un excellent candidat en Alava » et qu'il aimerait que le Basque soit candidat dans le Pays basque. Sánchez ajoute cependant que si Madina ne le souhaite pas, il lui trouvera « évidemment une place dans la liste de Madrid ». Face à cette situation, le député basque refuse de mener une liste qui n'est pas celle de sa province natale et considère logique d'être inclus sur la liste de Madrid. Aussi, les militants investissent Odón Elorza comme chef de file dans la circonscription de Guipuscoa et la très divisée fédération alavaise investit Javier Lasarte dans celle d'Alava.
Face au faible nombre de sièges éligibles et à la possibilité que Rafael Simancas, José Enrique Serrano ou encore Manuel de la Rocha Rubí (es) perdent leur siège, la fédération madrilène dirigée par Sara Hernández montre des réticences à accueillir des parachutés dans sa liste mais admet que « la liste de Madrid est décision de la direction fédérale et non pas du PSOE-M, car il y a une visée nationale ». Aussitôt, Sánchez ferme la porte à ce que le dirigeant basque puisse se présenter dans une autre circonscription, comme celle de Séville selon l'éventuelle offre de la secrétaire générale andalouse Susana Díaz. Sánchez soutient que Madina possède « les portes ouvertes pour entrer dans le projet socialiste quand il le souhaite ».
Après une longue négociation entre les deux rivaux de l'année précédente, Madina cède à sa prétention d'occuper la cinquième place sur la liste de Madrid et accepte la septième, parvenant ainsi à une solution de compromis avec la direction fédérale qui souhaitait originellement le placer en neuvième position,. Ainsi, les sept premiers postes de la liste sont occupés par le propre Sánchez suivi de Meritxell Batet, Antonio Hernando, Irene Lozano, Rafael Simancas, Zaida Cantera et Madina,.

#### Effondrement des socialistes à Madrid

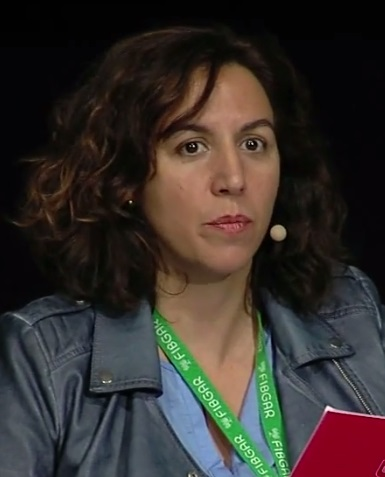
Irene Lozano en 2014.

Alors que Sánchez pensait assurer un minimum de dix mandats, les socialistes s'effondrent dans la circonscription de Madrid, avec 645 645 voix et 17,84 % des suffrages, et deviennent la quatrième force politique après le Parti populaire, Podemos et Ciudadanos. Avec de tels résultats, le PSOE ne sauve que 6 mandats soit 4 de moins qu'en 2011 et Madina perd le siège qu'il détenait depuis 2004. À l'annonce des résultats madrilènes au siège du parti, rue Ferraz, l'équipe de Sánchez se réjouit que le dirigeant basque soit obligé de quitter son siège au Congrès des députés,.
Le 22 décembre, soit deux jours après les élections, des militants socialistes madrilènes, dont deux anciens députés de l'Assemblée de Madrid, publient une pétition en ligne demandant la démission d'Irene Lozano, ancienne écrivaine et députée sortante d'UPyD, qui se présentait comme indépendante à la quatrième position, de manière que Madina puisse à nouveau siéger au Palais des Cortes,.

#### Retour au Congrès

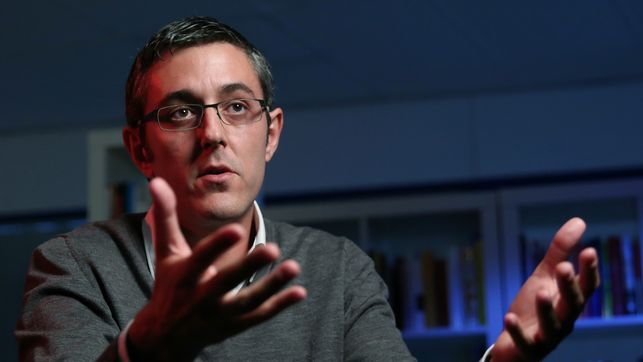
Eduardo Madina lors d'une interview en novembre 2016.

Cependant, conformément à l'article 99.5 de la Constitution, et faute d'avoir investi un président du gouvernement tout au long des quatre mois de la XIe législature, les Cortes Generales sont dissoutes et des élections anticipées sont convoquées pour le 26 juin 2016. Face à ce nouveau rendez-vous électoral, les « barons » Susana Díaz et Guillermo Fernández Vara font part de leur souhait que le Basque retrouve son siège de député. La présidente andalouse annonce qu'elle va « collaborer pour que Madina ne reste pas en dehors du Parlement ». Le 30 avril, Idoia Mendia affirme qu'elle ne proposera « en aucun cas » à Madina de mener la liste dans le territoire d'Alava, car les raisons qui ont motivé son refus en octobre sont toujours les mêmes. Lorsqu'Irene Lozano quitte la liste madrilène pour raisons professionnelles et que l'ancienne numéro deux Meritxell Batet est choisie pour conduire la liste à Barcelone, Sánchez écarte l'hypothèse de remonter le Basque de la septième à la troisième ou cinquième position. Madina accepte finalement le 1er mai de conserver sa septième place sur la liste pour la Communauté de Madrid, en espérant une amélioration des résultats,,. Bien qu’intentionnellement absent de la deuxième proclamation de Sánchez comme candidat à la présidence du gouvernement,,, le dirigeant de Biscaye s'implique dans la campagne du PSOE en donnant des meetings, des conférences universitaires et en rencontrant les médias,,, mais ne rejoint jamais Sánchez avec lequel il maintient de nombreuses positions irréconciliables.
Les différentes enquêtes du Centre de recherches sociologiques (CIS) éloignent cependant toute perspective pour Madina de retrouver un siège au Congrès et prévoient une nouvelle déroute des socialistes, à la suite de laquelle Madina n'entrerait à la chambre basse que par la démission de Sánchez, et au cours de laquelle même Patxi López perdrait son siège dans le territoire historique de Biscaye,. Néanmoins et contre tout pronostic, le PSOE obtient 378 640 suffrages et 19,57 % des voix à Madrid, ce qui se traduit en 7 sièges. Ce siège supplémentaire par rapport à décembre 2015 est suffisant pour permettre le retour d'Edu Madina à la chambre basse des Cortes Generales,,.

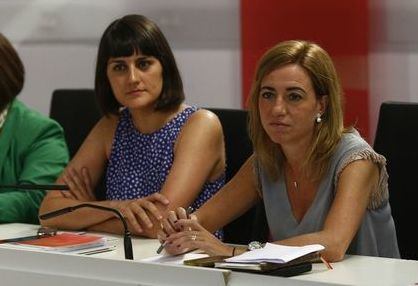
Carme Chacón et María González Veracruz en juillet 2014.

Il reçoit son certificat d'élection et s'accrédite au Congrès le 7 juillet suivant. À l'ouverture de la XIIe législature, il intègre la commission de la Coopération internationale pour le développement, celle des Droits de l'enfance et de l'adolescence et occupe la première vice-présidence de la commission des Affaires étrangères. Les 22 et 23 novembre, il quitte la commission des droits de l'enfance et son poste de premier vice-président de la commission des Affaires étrangères pour devenir porte-parole à la commission mixte pour l'Union européenne présidée par son amie Soraya Rodríguez. Le 15 février 2017, il est élu vice-président de la délégation espagnole à l'Assemblée de l'Union interparlementaire (UIP) présidée par le populaire José Ignacio Echániz.
Le 4 octobre, il cède la place qu'il occupait à côté de Patxi López sur la quatrième file de l'hémicycle à Pedro Sánchez après que celui a laissé son fauteuil de chef de l'opposition à Antonio Hernando. Madina invoque le motif que le secrétaire général déchu n'a pas à se situer derrière le perdant de 2014. En conséquence, Madina se place sur la cinquième file à côté de María González Veracruz.

### Les primaires et le congrès de juin 2017

#### La rupture définitive avec Sánchez
Déjà en mai 2015, lors d'un comité fédéral, le dirigeant basque regrette que le parti ait obtenu le plus faible résultat historique en termes de suffrages et que la direction se contente par le fait d'être seulement la « première force de gauche » avant de rappeler que les socialistes n'étaient pas le « premier parti d'Espagne ». Du fait des très mauvais résultats obtenus par les socialistes lors des municipales et régionales de mai 2015, des générales de décembre puis du scrutin anticipé de juin 2016 ainsi que des élections régionales en Galice et au Pays basque de septembre, des voix critiques et de nombreux « barons » territoriaux et historiques s'élèvent contre la direction fédérale de Sánchez déjà affaiblie. Madina se montre de plus en plus critique envers le secrétaire général du PSOE et se trouve à l'opposé de beaucoup de ses propositions, en particulier celles relatives à l'« État plurinational ». Madina affirme que le PSOE n'a pas la « nature politique pour reconnaître de nouvelles nations ni pour casser [le] pays ». Il se montre opposé au fait que Sánchez essaie de former un gouvernement ne disposant que de 90 sièges et demande la tenue d'un congrès pour élire un nouveau secrétaire général. Les arguments avancés par le Basque sont soutenus par des dirigeants d'envergure comme Ximo Puig, Emiliano García-Page ou encore la propre présidente andalouse.

#### Un nouveau rôle avec la direction provisoire
Avec la démission de Pedro Sánchez du secrétariat général à la suite du houleux comité fédéral du 1er octobre 2016 et la nomination d'une direction provisoire présidée par Javier Fernández, Eduardo Madina retrouve une place de premier rang dans l'appareil du parti auprès d'un homme qu'il qualifie de « phare en temps d'obscurité pour le PSOE et le pays ». Le dirigeant basque, que beaucoup voient déjà comme le successeur de Sánchez, refuse immédiatement de se lancer dans la course au motif que les « deuxièmes tentatives n'ont jamais été bonnes ».
Il se montre favorable à une abstention des socialistes pour favoriser l'investiture de Rajoy dans le but de débloquer le pays et de permettre la pleine reprise du travail parlementaire et ainsi déroger aux mesures adoptées sous la majorité absolue du Parti populaire de la Xe législature.

##### Coordonnateur du programme politique

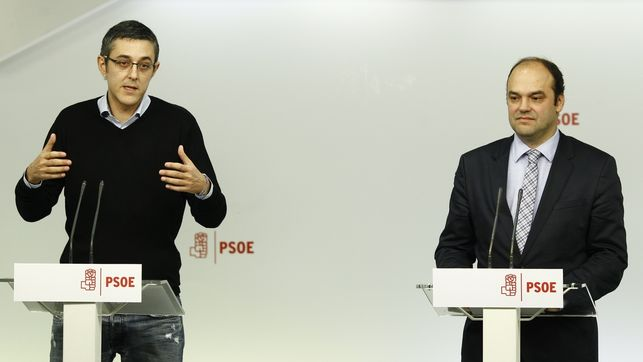
Eduardo Madina et José Carlos Díez présentant leurs travaux en janvier 2017.

Le 19 janvier 2017, la direction provisoire annonce qu'elle délègue à Madina le soin de coordonner la commission chargée d'élaborer un nouveau projet politique en vue du 39e congrès fédéral, dont le volet économique est confié à l'économiste José Carlos Díez (es). Il s'agit de la première refonte du projet « Gagner le futur » approuvé en 2013 sous le mandat de Rubalcaba,.
Cette conférence qui réunit plus de 200 membres de différents secteurs, dont 14 anciens ministres de l'ère Felipe González et Zapatero — Ramón Jáuregui, Matilde Fernández, Rosa Conde, José María Maravall, Carmen Alborch, Gustavo Suárez Pertierra, Juan Manuel Eguiagaray, Javier Solana, Mercedes Cabrera, Ángeles González Sinde, Miguel Ángel Moratinos, Francisco Caamaño, Juan Fernando López Aguilar ou encore Valeriano Gómez —, doit réaliser un projet qui sera soumis à l'amendement et au vote des militants. Lors d'interventions devant les médias, Madina propose une réforme de la Constitution pour éviter de futurs blocages au moment de l'investiture du président du gouvernement et assure que le modèle utilisé par le Parlement basque serait une « procédure valide », ce qui conduirait à ce qu'après deux votes ratés, les députés ne puissent plus que répondre par « oui » ou « abstention ». Les deux coordonnateurs se montrent aussi favorables à la création d'un revenu minimal d'insertion accompagné de politiques actives pour l'emploi,. Aussi durant cette période, le parti revendique l'héritage des gouvernements socialistes en réhabilitant Zapatero et en célébrant les dix ans de la promulgation de la loi 39/2006 sur la dépendance.
Le contenu du document élaboré par la conférence est dévoilé par les deux coordonnateurs généraux le 17 avril dans la ville de León,,.

#### Soutien de Díaz

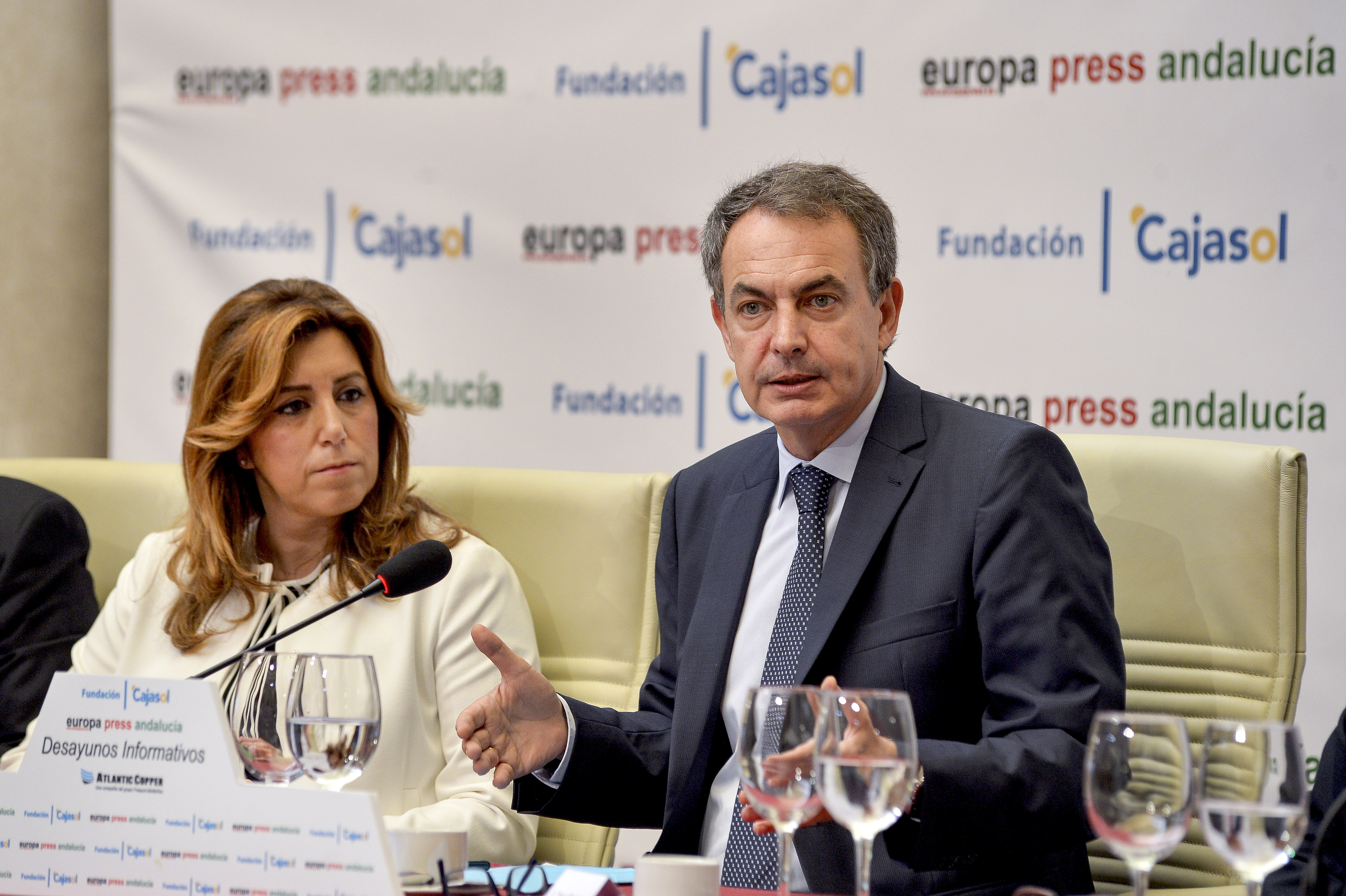
Susana Díaz et Zapatero en octobre 2015.

Dès l'annonce de la candidature de Patxi López et de Pedro Sánchez en janvier 2017, il joue le rôle de précurseur et lance celle de la présidente de la Junte d'Andalousie,. Lorsque Susana Díaz postule officiellement le 26 mars, il s'implique activement dans sa campagne et apparaît à de nombreux meetings pour « laisser derrière les pires années de l'histoire du PSOE,, » et bâtir un parti « prévisible, solide, consistant et avec une vision du pays ». En cas de victoire de Díaz, il est promis à l'un des postes les plus importants du parti.

#### Nouvelle victoire de Sánchez
Le 21 mai cependant, l'option proposée par Pedro Sánchez obtient une importante victoire en recueillant 50,36 % des voix des militants socialistes face aux 39,90 % de Díaz et 9,84 % de López. Alors que Sánchez remporte la victoire dans 18 fédérations, Díaz ne gagne le soutien que de la fédération andalouse qu'elle dirige.
Dans la semaine qui suit cette nouvelle victoire de Sánchez, Madina annonce par communiqué de presse conjoint à José Carlos Díez qu'il abandonne la responsabilité de coordonner la conférence chargée de réviser le projet politique. Devant la multitude d'amendements annoncés par le secrétaire général élu, il indique se mettre en retrait pour le « bien du congrès et le bien du parti » et refuse de soutenir un projet dans lequel il ne croit pas. Le 29 mai 2017, il annonce qu'il quitte le programme de débat Hora 25 de la Cadena SER pour « éviter que se produise une situation comme celle d'Íñigo Errejón » dans laquelle le dirigeant de Podemos représentait une partie minoritaire des militants. Madina y est remplacé par le député et ancien maire de Saint-Sébastien Odón Elorza. Madina n'est pas non plus réélu au Comité fédéral du parti et quitte donc l'organe interne le plus important de l'appareil socialiste.
Avec le remaniement interne du groupe parlementaire, consécutif au congrès fédéral de juin, la direction fédérale décide de ne pas toucher aux attributions de Madina qui conserve ses fonctions de porte-parole à la commission mixte pour l'Union européenne. Il est aussi le seul député socialiste à ne pas avoir félicité Margarita Robles à sa nomination comme porte-parole du groupe socialiste, considérant qu'une telle fonction ne doit revenir qu'à une personne militant dans le parti.

### Démission

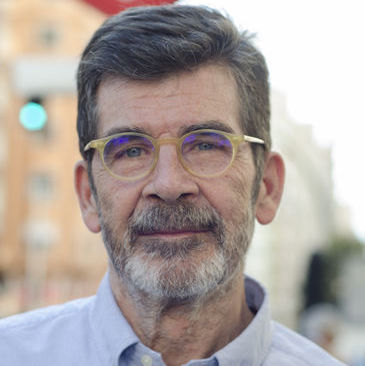
José Enrique Serrano, en juin 2016.

Alors que sa démission apparaît de plus en plus probable pour les soutiens de Sánchez, Madina regrette les nouvelles positions du parti sur des sujets clés, notamment sur le volet territorial et la formule de « nation des nations » employée par le secrétaire général. Aussi, il annonce le 28 juillet qu'il compte démissionner de son mandat de député de Madrid — la dernière fonction élective qu'il lui restait au PSOE — en septembre pour ne pas enlever de sièges au parti pendant le fonctionnement de la députation permanente. Il indique débuter une « nouvelle étape professionnelle n'ayant aucun rapport avec la vie politique et institutionnelle ».

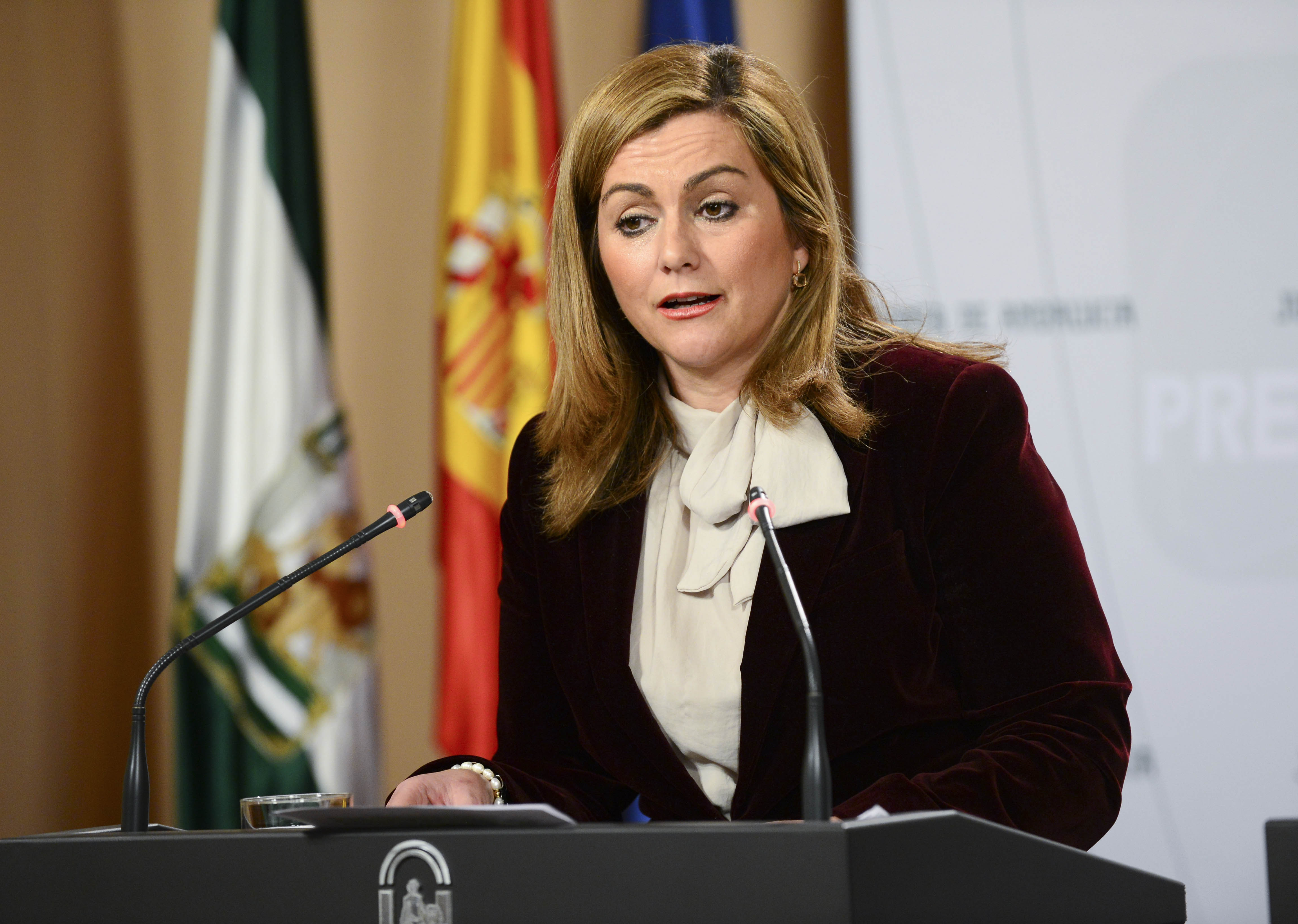
María Jesús Serrano en 2014.

La semaine précédente, il informe ses plus proches connaissances de ses intentions et discute avec Elena Valenciano, Soraya Rodríguez, Laura Seara, le maire de Mislata Carlos Fernández Bielsa et David del Campo, l'ancien chef de cabinet de Leire Pajín, sur la manière de communiquer sa décision. Le jour même, il appelle Javier Fernández et Guillermo Fernández Vara, les deux « barons » qui l'ont toujours soutenu, Susana Díaz, les anciens présidents Felipe González et José Luis Rodríguez Zapatero, l'ancien secrétaire général Alfredo Pérez Rubalcaba et à son ami Mikel Torres, maire de Portugalete et secrétaire général du PSE-EE de Biscaye. Enfin, il appelle la porte-parole parlementaire Margarita Robles pour lui faire part de son choix et lui transmet un communiqué de presse, qui sera  diffusé par le groupe socialiste. L'annonce passée, il indique se sentir « libéré » et avoir « réglé sa dette ». Très vite, de nombreux messages postés sur les réseaux sociaux regrettent sa démission. Sánchez le remercie protocolairement pour son travail. Carmen Calvo, la secrétaire à l'Égalité du PSOE, indique en conférence de presse que lorsqu'un remplacement se produit, « on perd des choses mais on en gagne de nouvelles ».
Son mandat de député revient au suivant sur la liste ; il s'agit en l’occurrence de José Enrique Serrano placé en neuvième position et considéré comme proche de Sánchez. La démission de Madina est suivie le 8 août par celle d'Antonio Trevín, élu dans les Asturies. Interrogé au sujet de ces démissions de deux dirigeants de premier plan, le député de Valence Ciprià Ciscar rappelle que le groupe est majoritairement favorable à Susana Díaz et que seulement 19 des 84 députés socialistes se sont montrés fidèles à Sánchez lors des primaires,. La secrétaire à la Politique institutionnelle du PSOE d'Andalousie María Jesús Serrano pense que la démission de ces « référents du groupe socialiste » génère des « absences importantes ». La démission est rendue effective le 4 septembre.
Le 30 septembre, le quotidien El País annonce qu'il entame une collaboration régulière avec Madina. Il produit, en effet, des articles d'opinion sur les faits d'actualité ; le premier étant consacré au référendum sur l'indépendance de la Catalogne du 1er octobre 2017. Suivent trois autres tribunes en octobre, novembre et décembre de la même année.

## Distinctions et décorations
- Médaille du Mérite constitutionnel (6 décembre 2003)[18].